# Lynn Abbey
Lynn Abbey (Peekskill, 8 settembre 1948) è una scrittrice statunitense.

## Biografia
Nasce a Peekskill nel 1948. Si laurea nel 1969 e consegue un master in Storia Europea nel 1971 e in seguito studia astrofisica presso l'Università di Rochester.
Inoltre, nel 1969 sposò Ralph Dressler, da cui divorziò nel 1972.
Nel 1976, dopo aver lavorato per delle compagnie assicurative, e nella task force statale che si occupava della bancarotta della città di New York, si trasferì ad Ann Arbor, in Michigan.
Pubblicò nel 1979 il suo primo romanzo, dal titolo Daughter of the Bright Moon, e la storia breve Il volto del caos (The Face of Chaos), poi divenuto parte dell'antologia La Saga del Mondo dei Ladri (Thieves World). Il suo talento venne così notato da Gordon R. Dickson, il quale la incoraggiò a proseguire.
Nel 1980 sposò Robert Asprin; i due avrebbero collaborato nella scrittura dei libri sul Mondo dei Ladri. Divorziò tuttavia nel 1993, trasferendosi ad Oklahoma City.
Negli anni successivi ha continuato a scrivere romanzi, sia lavori originali sia collegati ad ambientazioni già esistenti per giochi di ruolo pubblicati dalla TSR. Nel 2002 è ritornata al Mondo dei Ladri con il romanzo Sanctuary, seguito dall'uscita di nuove antologie, a partire da Turning Points.

## Opere
Elenco parziale.
- Daughter of the Bright Moon (1979)
- Planeswalker (1998)
- Sanctuary (2002)